# Domingo Quiñones
Domingo Quiñones (Perth Amboy, Nueva Jersey, 9 de agosto de 1963) es un cantante estadounidense de ascendencia puertorriqueña cantante de música salsa. Es también compositor, productor y actor.

## Carrera musical
De padres puertorriqueños, Quiñones nació en Perth Amboy, Nueva Jersey. Cuando tenía cuatro años de edad se mudó a Puerto Rico con sus padres y vivió en Ceiba. Regresó a la Ciudad de Nueva York en 1977, teniendo casi catorce años de edad. Quiñones empezó su carrera allí seis años más tarde con el Conjunto Nativo. También se desempeñó con otros grupos, incluyendo a la orquesta de Rafael de Jesús, con José Alberto "El Canario", con Johnny Rodríguez y el Conjunto Clásico.
En 1985 Quiñones reemplazó a Roberto Lugo en la orquesta de Luis "Perico" Ortiz con quien grabó cuatro álbumes, incluyendo a La vida en broma (1985), In Tradition (1986) y Perico (1987). Luego cantó por un tiempo con Louie Ramírez y Roberto Roena.
En 1990, firmó como solista para el sello discográfico RMM y grabó su primer álbum como solista: Domingo es mi nombre, que fue producido por Charlie Donato. Después de unirse a Tito Puente en su disco #100, Quiñones lanzó su segundo álbum solista Pintando Lunas. Ese álbum incluyó un dúo titulado "Dos Amigos" con Johnny Rivera y una versión de salsa de la canción "Crazy For You" el cual probó su gran versatilidad.
Esto fue seguido por seis grabaciones adicionales con RMM, incluyendo una de sus producciones más importantes: "Se necesita un milagro", seleccionado como uno de los álbumes más influyentes por la Fundación Nacional para la Cultura Popular de Puerto Rico. Entre sus muchas canciones populares estaba "Mi Negrita Me Espera".
En 1998, Quiñones demostró sus habilidades histriónicas en el Jesus Christ Superstar, junto a Olga Tañón, Michael Stuart y Tito Auger de la agrupación musical Fiel a la Vega. Más tarde desempeñó el papel del cantante legendario Héctor Lavoe en la obra teatral de Nueva York, ¿Quién Mató a Héctor Lavoe? con canciones como "La Voz de Siempre". La obra de teatro y su interpretación ganaron laureles de los críticos incluyendo el periódico New York Times, proclamando que Quiñones captó el mismo ser de vida de Lavoe y la música.
Quiñones regresó a producir grabaciones de música con la grabación de Poeta y Guerrero que incluyó sus propias composiciones. Continuó actuando e hizo el papel de Sgt. Miller en la película Héroes de Otra Patria, acerca de los soldados puertorriqueños en la Guerra de Vietnam. La película ganó una Mención Honorífica en el Festival de Cine de Viña del Mar Chile y fue la entrada oficial de Puerto Rico en la categoría de película extranjera de la ceremonia del Oscar de 1999. Sus roles más recientes en películas incluyen el de un promotor de música de San Juan en la película del año 2007 del "El cantante", donde también incursionó en la música cristiana urbana con el álbum llamado La evidencia, donde participan Vico C, Funky, Tito el Bambino, César "TNT", Iván & AB, Manny Montes, entre otros.
En 2014, realiza una nueva versión de su sencillo junto a Ismael Miranda titulado «La voz de la experiencia», pero esta vez, cambiando los roles y junto al artista José Luis de Jesús.
Después de una larga pausa, en 2020 anunció un nuevo proyecto discográfico donde le gustaría contar con la participación de Rubén Blades. «Sabrás» sería el primer sencillo de este nuevo álbum anunciado. El cantautor lanzó en 2021 el sencillo «En el mismo barco», que cuenta con las colaboraciones del trompetista y arreglista musical Luis “Perico” Ortiz, y los cantantes Gilberto Santa Rosa, Luisito Carrión y Carlos García. En 2022, formó parte del proyecto de Charlie Cruz en los coros del disco Tentaciones Vol. 2, en compañía de Gilberto Santa Rosa y Nino Segarra.

## Discografía
- Domingo Es Mi Nombre (1990)
- Pintando Lunas (1992)
- En La Intimidad (1993)
- Mi Meta (1996)
- Se Necesita Un Milagro (1997)
- La Verdadera Navidad (1998)
- ¿Quién Mató A Héctor Lavoe? (1999)
- Poeta Y Guerrero (2000)
- Derechos Reservados (2002)
- El Más Buscado (2005)
- La Evidencia (2007)[11]
- Conquistador De Corazones (2008)
- De Vuelta Al Amor (2014)

## Compilaciones
- Serie Cristal: Greatest Hits (1997)
- Historia Musical de Éxitos (1998)
- The Best... (2002)
- Serie 32 (2002)
- Serie Top 10 (2006)
- Pura Salsa (2006)
- La Historia... Mis Éxitos (2007)
- Serie Cinco Estrellas de Oro (2008)